# Quae ad nos
Die Enzyklika Quae ad nos  (über die katholische Kirche in Böhmen und Mähren) von Papst Leo XIII. wurde am 22. November 1902 erlassen.
Sie richtet sich an den Erzbischof von Prag, Kardinal Leo Skrbenský von Hříště, sowie die anderen Erzbischöfe und Bischöfe in Böhmen und Mähren.
Papst Leo XIII. bemängelt die erkennbaren Veränderungen in der Katholischen Kirche Böhmens und Mährens, Abfall von Glauben und religiösen Zeremonien. Er ruft eine Bischofskonferenz unter Leitung von Kardinal Skrbensky ein und äußert den Wunsch, unter Beteiligung des gesamten Klerus eine gemeinsame Lösung zur Verteidigung des Glaubens anzustreben.